# Andrzej Łabędzki
Andrzej Grzegorz Łabędzki (ur. 26 lipca 1975 w Warszawie) – polski gitarzysta.
Profesjonalną karierę muzyczną zaczynał w zespole Contrast, w którym basistą był jego brat. W latach 1994–2001 grał w zespole Lady Pank. W 1995 zagrał Sebastiana, znanego muzyka rockowego w spektaklu Teatru Telewizji Cisza w reż. Pawła Trzaski.

## Dyskografia

### Albumy studyjne
| Rok  | Tytuł           | Szczegóły                                             | Pozycja na liście sprzedaży | Certyfikat ZPAV   |
| ---- | --------------- | ----------------------------------------------------- | --------------------------- | ----------------- |
| 1994 | Na na           | - Data: 12 września 1994 - Wydawca: Koch              | —                           | - platynowa płyta |
| 1996 | Międzyzdroje    | - Data: 15 lipca 1996 - Wydawca: Starling S.A.        | —                           |                   |
| 1996 | Zimowe graffiti | - Data: 1996 - Wydawca: Starling S.A.                 | —                           |                   |
| 1997 | W transie       | - Data: 13 października 1997 - Wydawca: Starling S.A. | —                           |                   |
| 1998 | Łowcy głów      | - Data: 22 czerwca 1998 - Wydawca: Starling S.A.      | —                           |                   |
| 2000 | Nasza reputacja | - Data: 11 września 2000 - Wydawca: Zic Zac           | 18                          |                   |

### Albumy koncertowe
| Rok  | Tytuł                                                          | Pozycja na liście | Certyfikat ZPAV |
| Rok  | Tytuł                                                          | POL               | Certyfikat ZPAV |
| ---- | -------------------------------------------------------------- | ----------------- | --------------- |
| 1995 | Mała wojna – akustycznie - Data: 1995 - Wydawca: Starling S.A. | —                 |                 |
| 1999 | Koncertowa - Data: 7 czerwca 1999 - Wydawca: Zic Zac           | —                 |                 |